# Wapen van Polderdistrict Circul van de Ooij

Wapen van Polderdistrict Circul van de Ooij

Het wapen van Polderdistrict Circul van de Ooij werd op 7 oktober 1818 bij besluit van de Hoge Raad van Adel aan het Polderdistrict Circul van de Ooij toegekend. Het polderdistrict ging per 1 juli 1958 met de andere waterschappen Millingen, De Duffelt en Zeeland en Nijmegen-Duitsche Grens op in  Polderdistrict Circul van de Ooij en Millingen. Hiermee verviel het wapen, wel werden alle elementen in het wapen van Groot Maas en Waal opgenomen.

## Blazoenering
De blazoenering luidt als volgt:
Van zilver beladen met een groen klaverblad.
Het schild is van zilver. Verder bestaat het wapen uit een groen klavertje drie.

## Trivia
- Men vergaderde van 1698 tot 1900 in het woonhuis van de heemraadsbode aan de voerweg in Nijmegen, dat wel Het Claverenblad werd genoemd, als verwijzing  naar het wapen.[2]

## Vergelijkbare en verwante wapens

Het wapen van Polderdistrict Groot Maas en Waal
Het wapen van Wold en Wieden

Arkemheen ·
Baakse Beek · 
Barneveldse Beek · 
Berkel ·
Beneden Linge · 
Betuwe ·
Bommelerwaard ·
Bommelerwaard boven de meidijk ·
Brummen-Voorst ·
Buren ·
Groot Maas en Waal ·
Hattem ·
Lek en Linge ·
Neder Betuwe ·
Rijk van Nijmegen · 
Noord-Veluwe · 
Noord West Veluwe · 
Ooij · 
Oost Veluwe ·
Over-Betuwe ·
Oude IJssel ·
polder Veluwe · 
Regge en Dintel ·
Rijk van Nijmegen en Maas en Waal ·
Rijn en IJssel · 
Tieler- en Culemborgerwaarden · 
Tielerwaard · 
Vallei en Eem · 
Veluwe · 
Veluwe (zuiveringsschap) · 
Oostelijk Gelderland